# Arcos de Jalón
Arcos de Jalón est une commune d’Espagne, dans la province de Soria, communauté autonome de Castille-et-León.